# 金瓜石勸濟堂
25°06′37″N 121°51′35″E / 25.11034°N 121.85965°E
金瓜石勸濟堂，為主祀關帝君的臺灣民間信仰廟宇，在新北市瑞芳區金瓜石祈堂路53號，是臺灣北海岸知名的關帝廟，是金瓜石的信仰中心，又稱祈堂。金瓜石勸濟堂位在新北市瑞芳區金瓜石銅山里祈堂路五十三號，創於清光緒二十二年，前身為奉祀關聖帝君的石尾神壇。光緒二十六年(西元1900年)，奉諭旨賜號「勸濟堂」；光緒二十八年始於現址建廟，並於民國八十年六月二日關聖帝君銅像安座完成。「勸濟堂」於民國四十一年至六十三年(1952~1974年)陸續整修保存；因神威顯赫，成為金瓜石地區的守護神，為傳統道教聖廟，更是地方重要的信仰中心。
```
「勸濟堂」以『勸眾行善、濟危扶困』為堂旨，主奉關、呂、張、王四大恩主；配祀八卦祖師、福德正神、關聖帝君、玉皇大帝、天上聖母、十二元辰星君、太歲星君及三清三寶祖師等眾神。頂樓重二十五噸、高三十五台尺的純銅關聖帝君神像於八十年建造完成，背山望海巍然聳立於勸濟堂上方；其手上春秋書冊長五台尺、重量五百多台斤、面部高六台尺，形象莊嚴，為金瓜石的重要地標，更是東南亞最大的關聖帝君銅像。
```

## 興廟沿革

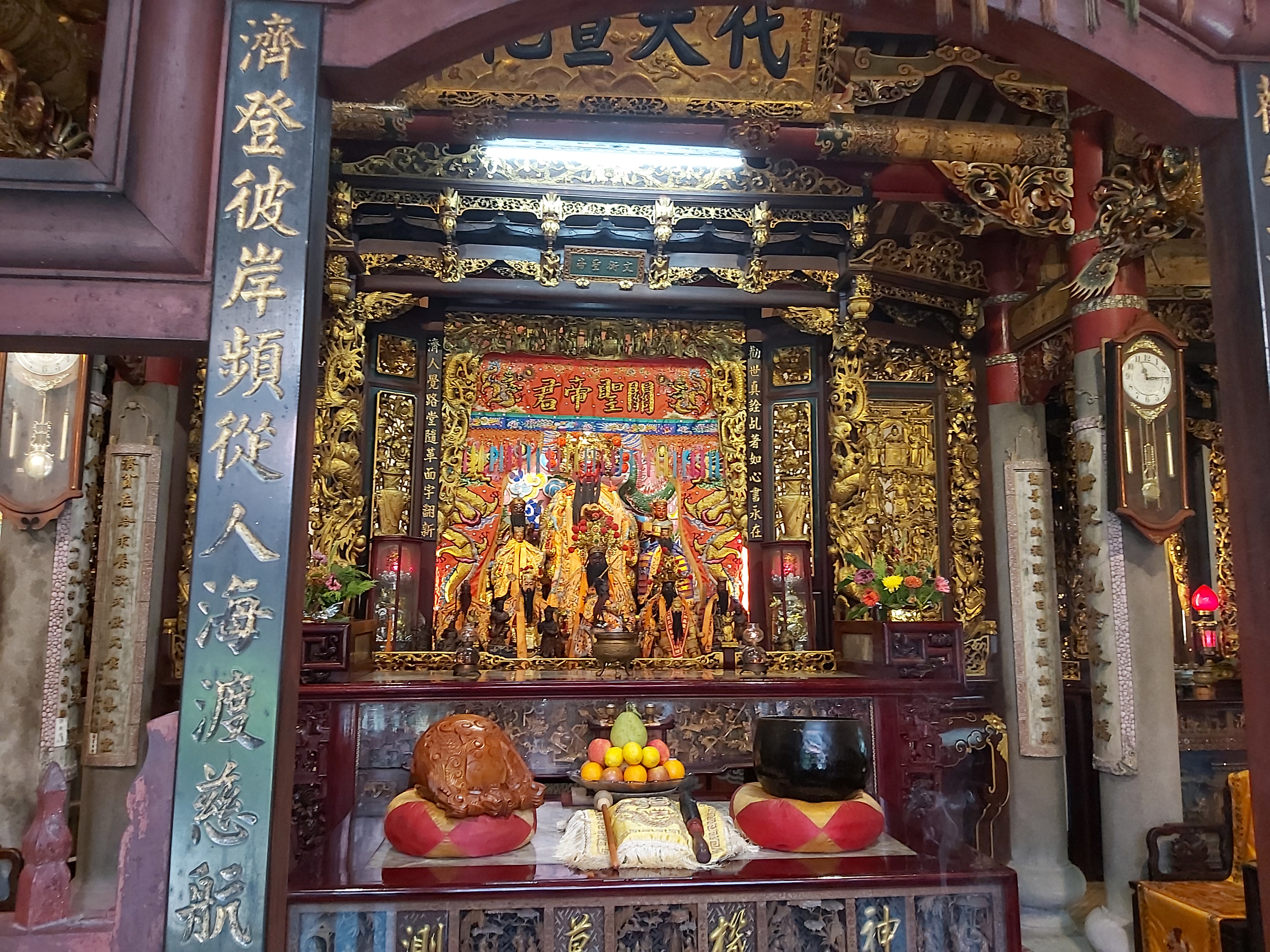
金瓜石勸濟堂正殿

明治二十九年（1896年），金瓜石的黃仕春、黃仁祥兄弟在石尾地區設一座草庵奉祀關聖帝君，祈求平安。
明治三十二年（1899年），遷至「赤牛頭寮」，關帝君之外，增奉呂祖師、張真君、 王天君，尊為四大恩主，開始扶乩濟世，人稱「乩堂」，又作「祈堂」。
明治三十三年（1900年），改稱「勸濟堂」，刊印善書《如心錄》。
明治三十五年（1902年）於現址興建殿宇，至昭和六年(1931年)，因後宮礦業會社在廟的前右下方擴建製凍廠，地層滑動，造成勸濟堂龜裂嚴重而拆除。黃仁祥、簡深淵等仕紳發動重建，增加前後殿、兩邊辨公室、禪房、廚房及花園而成今貌。
重建於昭和六年（1931年）雖有對場作，但尚未列為古蹟，該對場作並十分不明顯。正殿花鳥柱為對場作，左柱為蔣萬益所作，右柱為張華水所作。
1983年，改建殿宇為現代鋼筋水泥建築。
1991年，造關聖帝君巨型銅像，重25噸，高10.5公尺，為手捧春秋文相坐姿於廟頂，為東亞最大銅鑄神像，成為金瓜石著名地標。

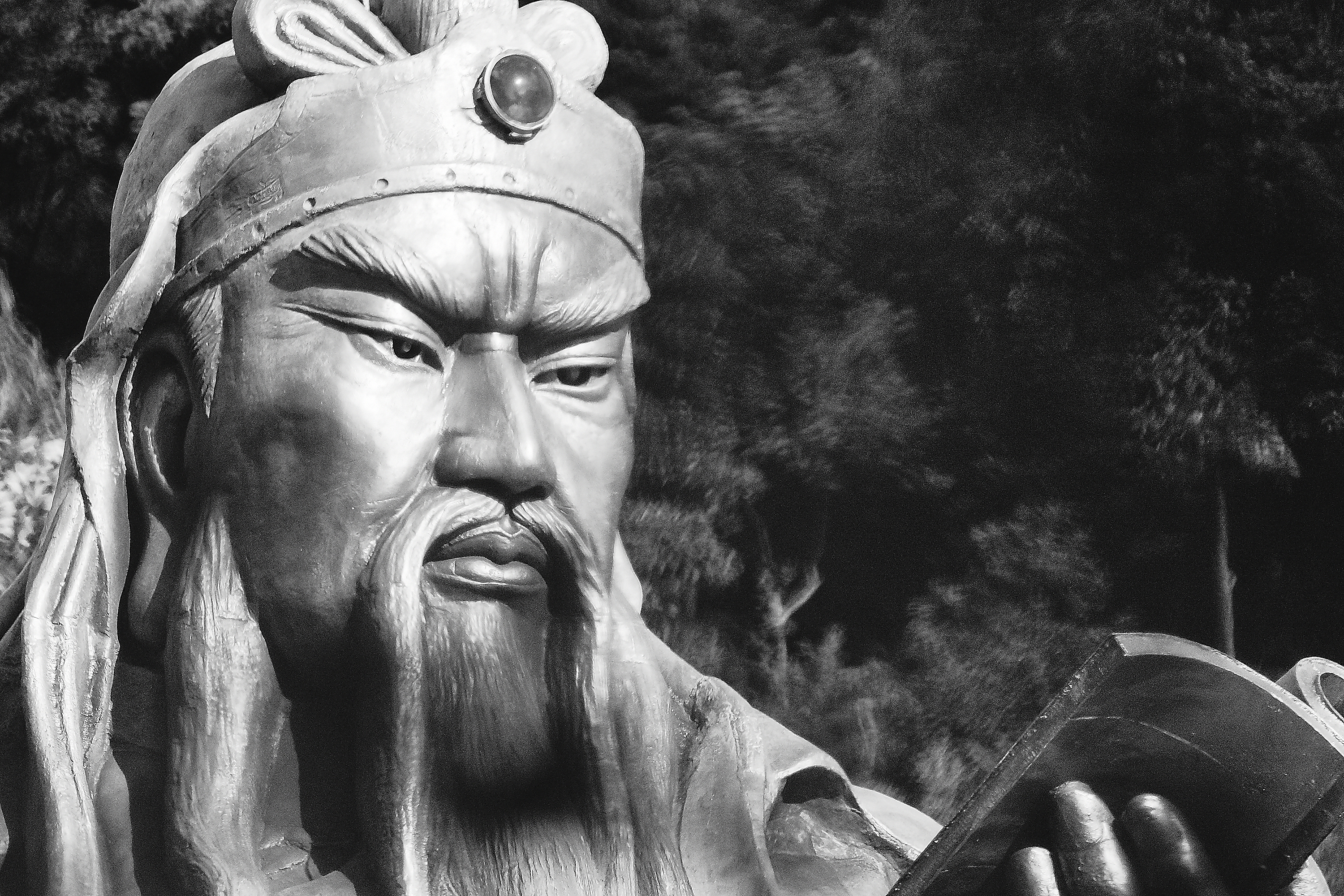
金瓜石的關聖帝君，為手捧春秋文相坐姿於廟頂

2018年歲次戊戌年5月17日，勸濟堂以香火日盛，堂務日繁，傳統的信徒管理人制度，已不敷日新月異堂務發展需求。經原有信徒會議決議成立「金瓜石勸濟堂管理委員會」，經該堂研擬組織章程，報經政府主管機關核定，復依章程由信徒大會選出管理委員及主任委員，勸濟堂至此進入制度化管理與發展。

## 奉祀神明
關帝君、 呂祖師、張真君、王天君、八卦祖師、福德正神、玉皇上帝、天上聖母、十二元辰星君、太歲星君、三清道祖。

## 文化財與年度祭事

### 重要文化財
正殿中一對花鳥人像石柱，立體雕琢，乃鎮殿之寶。內外殿木雕為黃龜理大師的作品，樑棟油畫為彩繪大師郭佛賜所繪。

### 年度祭事

#### 金瓜石迎媽祖
金瓜石地區的媽祖繞境全稱為「金瓜石地區恭迎媽祖繞境祈福活動」，是金瓜石地區每年例行迎神繞境活動，是為慶祝媽祖聖誕而舉辦，往年由金瓜石四個里(新山、瓜山、石山及銅山)擔任爐主輪流主辦，近年來由勸濟堂統合主辦，整合資源，規劃活動內容及繞境路線。迎媽祖所迎請的媽祖分別有北港朝天宮、臺北關渡宮、瑞芳福龍宮、基隆慶安宮媽祖，這四座廟宇的媽祖神像為迎媽祖所要迎請的對象，另外金福宮因為廟內有分靈麥寮拱範宮媽祖，所以繞境當日自行派出神轎參與繞境。遶境活動主要在祈求金瓜石山城闔境平安。因此活動當天除當地居民沿途擺設香案及祭拜鮮果供品，祭拜途經之神明，祈求闔府平安，生意興隆，事業順遂，子孫興旺，風調雨順，國泰民安。遷居外地之金瓜石住民當日亦相約返鄉參加繞境隊伍祈求平安。繞境隊伍途經多項已指定或登錄的文化資產是山城遶境的最大特色，

#### 金瓜石青草祭

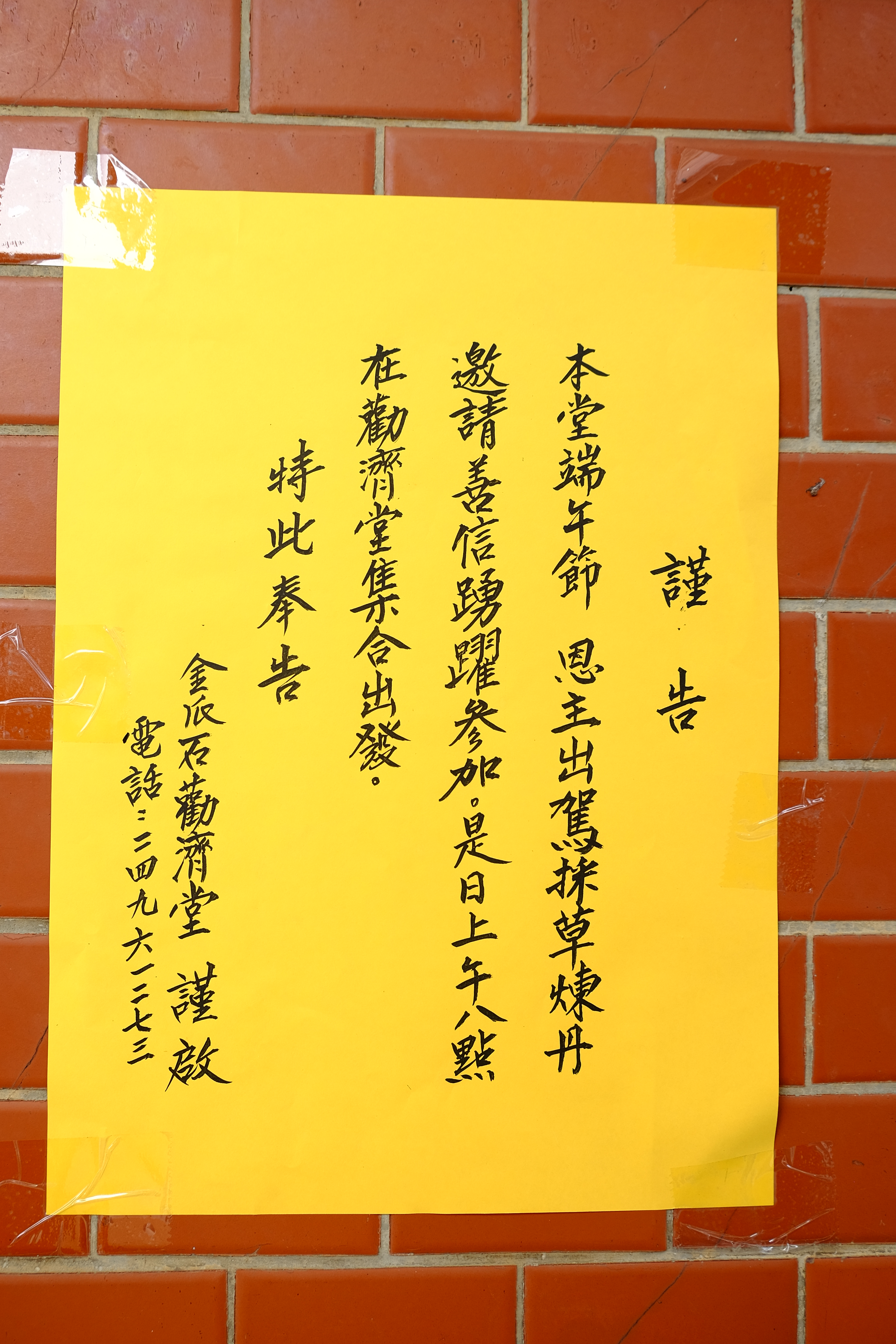
2018勸濟堂端午採草煉丹公告

青草祭乃勸濟堂的特色， 於端午節時，信徒依神明指示，由神轎帶領至鄰近山邊採集青草，傳統儀式製程而成青草藥丸，供信眾服用，自建廟開始即流傳下來的百年傳統。但近年來此項祭典因求藥的需求漸少多年未舉辦，而於2018年端午節將再度出駕採草煉丹。

#### 三獻禮
勸濟堂的主祀神為關聖帝君，堂內也常態性地供奉許多神祇，一年所舉辦的祝壽約在十餘場。勸濟堂的祝壽承襲鸞堂信仰中的儒家文化，過程著重「禮」的呈現，勸濟堂在堂內執事、效勞生的傳承下，保留儒家道教重禮的精神、勸濟堂祝壽的祭品在正殿下桌，擺放三牲一副（全雞、全漁、豬肉塊）及五杯酒。下桌兩側擺放漢食桌，漢食桌分別有兩張八仙桌，各置於正殿兩側，桌前綁著刺繡桌圍，桌上分別擺放十支湯匙、十雙筷子、十個酒杯，四大碗與十二小碗的「菜 碗」。漢食桌之所以分為兩張，在於葷素之分，素食桌在左（神像的左手側，為廟宇 的龍邊）、葷食桌在右。十二道菜碗在早期臺灣社會咸認為是禮之隆重，尤其是在祭 拜玉皇上帝時，菜碗的數量以十二碗為基礎數量。祝壽的流程以傳統漢人社會最隆重的「三獻禮」的精神為核心，由勸濟堂廟祝主持、 擔任誦經生，堂內執事、效勞生協助敲鐘、擂鼓、漢食桌的擺設。首先由廟祝於正殿 朝拜眾神，焚香既畢，敲響下桌上的木魚與大磬，行叩首禮後掀開「蓋經布」誦唸《列 聖寶誥》，經生誦唸結束，三川門內的執事開始敲鐘擂鼓，先擊鼓再敲鐘，鼓為「三、 三、五」一個循環，寓意「大眾請、大眾請、大種請來迎」，敲鐘者聽到鼓聲節奏為 「三、三、五」後敲一響鐘，如此循環至第三十五響鐘後隨即敲響第三十六響鐘。鐘鼓靜默，戶外的戲臺上開始撥放扮仙影片（早期為聘請歌仔戲至勸濟堂廟埕搭臺表演），扮仙結束後鳴砲，整個祭典流程的第一次獻禮就此完成。 扮仙的同時，廟內效勞生會將漢食桌、正殿各神桌上酒杯內的米酒裝回瓶內，再重新斟上新酒，食物則不撤換。當戲臺上的扮仙結束，廟內執事再敲鐘擂鼓，緊接著戲臺上開始扮仙，如此過程重複兩次，完成三獻禮。三獻禮後，誦經生敲響木魚、大磬後跪讀疏文，關聖帝君聖誕則先誦疏文再誦祝文。疏文讀畢擲筊請示神諭是否圓滿， 待擲出一聖筊後將太極金、刈金、福金於廟外金爐焚燒，疏文則於正殿步口焚燒。

#### 乞龜
金瓜石地區的乞龜為關聖帝君聖誕的相關活動，目前分別有乞求食材製成的龜與黃金製成的龜兩種，龜以鳳片糕為多數，另有米、麵、沙其馬， 甚至有水果等食材組裝成龜的造型，另外也可見貴金屬（黃金）製作而成的龜，又以食材龜的乞求最具歷史。金瓜石地區並未有乞得龜後，需於來年答謝尺寸加倍的龜這一不成文規矩，因而在金瓜石來年答謝的龜可延續原尺寸。 在金瓜石謝龜的作法是信徒將個人準備的龜帶至勸濟堂拜殿供奉，並向勸濟堂執事索取印著「慶祝 恩主壽誕千秋 （填空處）祈求平安 （填空處）叩謝」的紙條，信徒於紙條的「叩謝」處填寫自己或家人姓名，用於向神靈與民眾表示該龜是何人所答謝。至於乞龜的方式，則是信徒在挑選好所要乞求的龜後，以擲筊的方式尋求神諭， 若擲得聖筊將可獲得該龜，然而若紙條的「祈求平安」處有寫上「原人」二字，則表 示該龜是答謝者要原龜請回，不提供其他民眾乞求，因而要原龜請回者會將線香插在 龜上，反之沒有寫「原人」、沒有插香的龜將可接受民眾的乞求，而乞龜者在乞得龜 後也要插線香於龜上，藉以祈求神靈的靈力依附，避免他人重複乞求。然而乞得龜後， 依據習俗不能將龜立即請走，因為準備龜的目的是要慶賀關聖帝君聖誕，所以龜要持 續供奉在勸濟堂拜亭，直到關聖帝君聖誕當日才能將龜請走，又漢人傳統的十二時辰 以子時作為日期的交換，因而信徒會等待子時勸濟堂執事於正殿為關聖帝君祝壽，敲 響第一聲鐘鼓後才將龜請走。請龜時，要將線香插在龜上，沿路香煙不停，象徵神靈 將隨著香煙來到信徒家中，296同時信徒要將龜頭朝外帶離勸濟堂，象徵龜離開勸濟堂 游進信徒家中。

## 圖錄

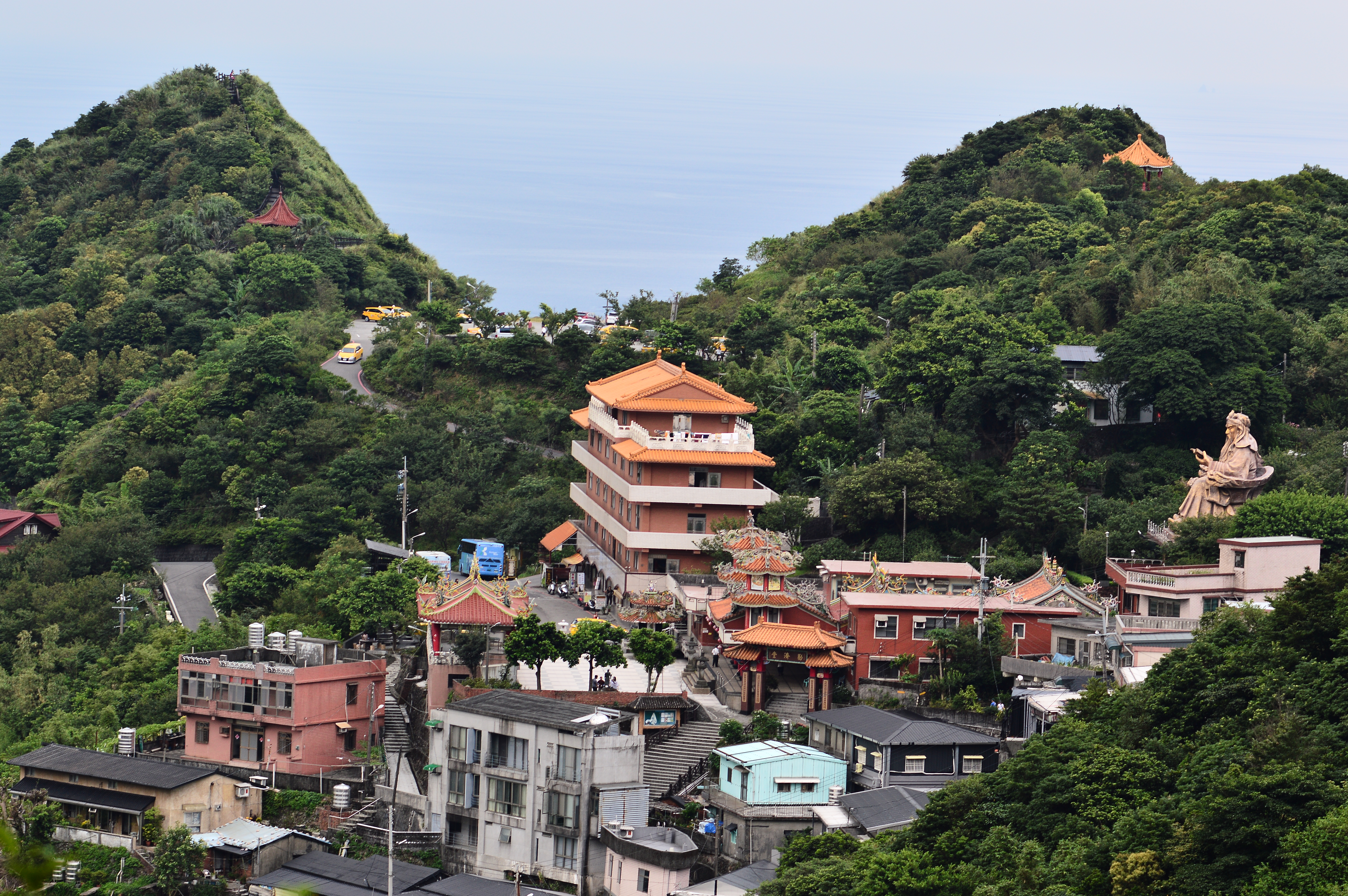
金瓜石勸濟堂
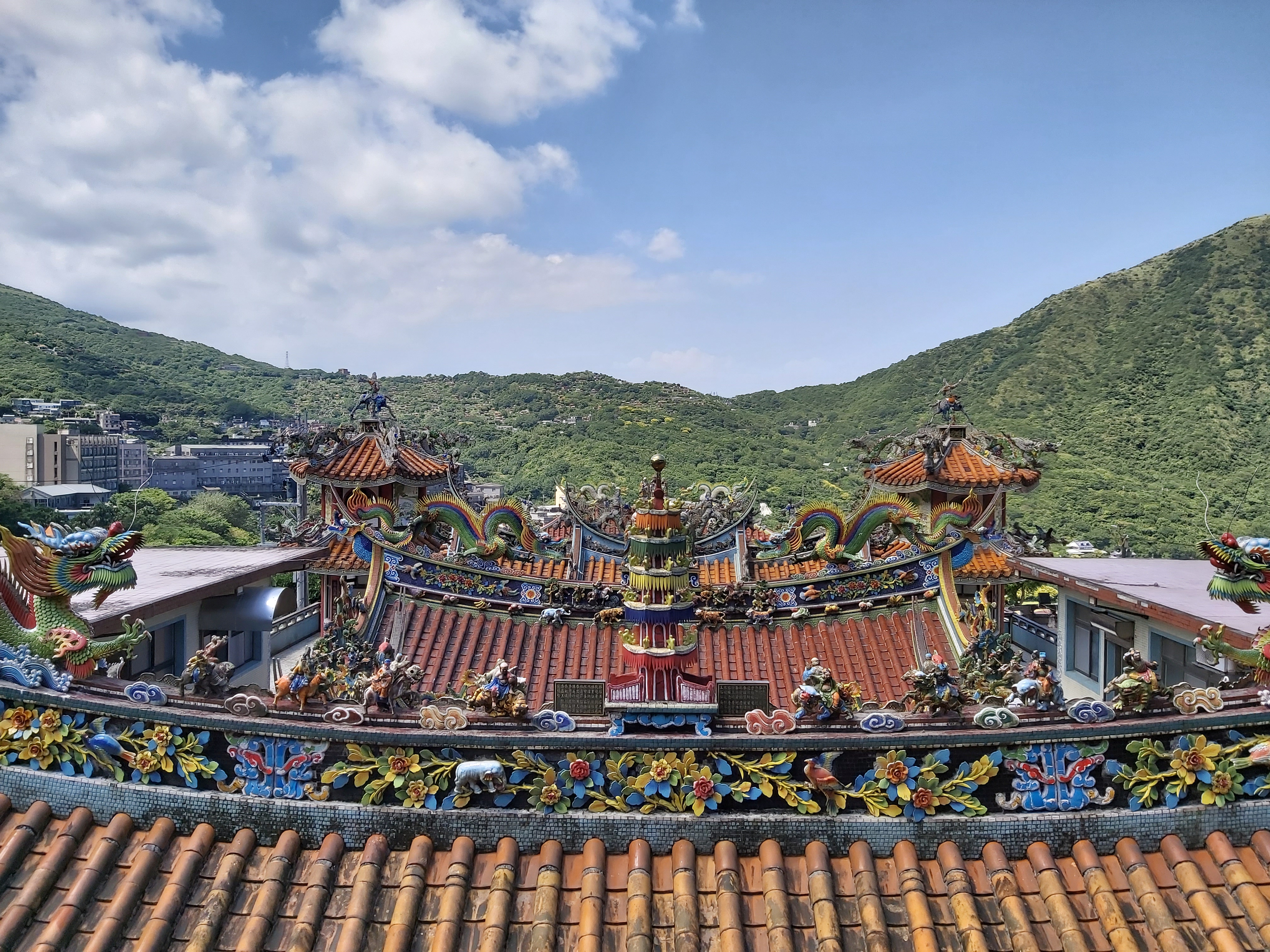
金瓜石勸濟堂殿宇建築
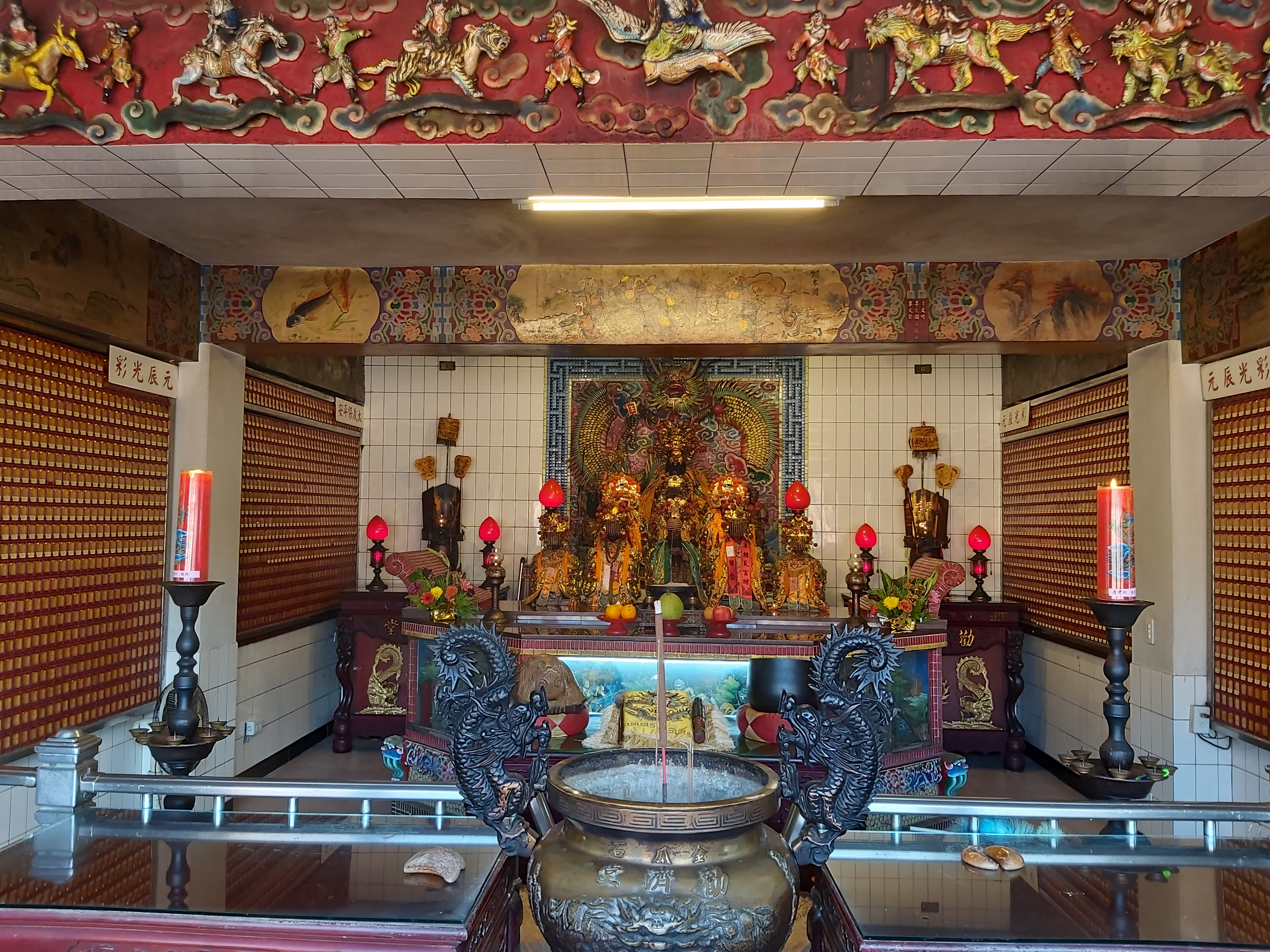
金瓜石勸濟堂二樓金面關公殿
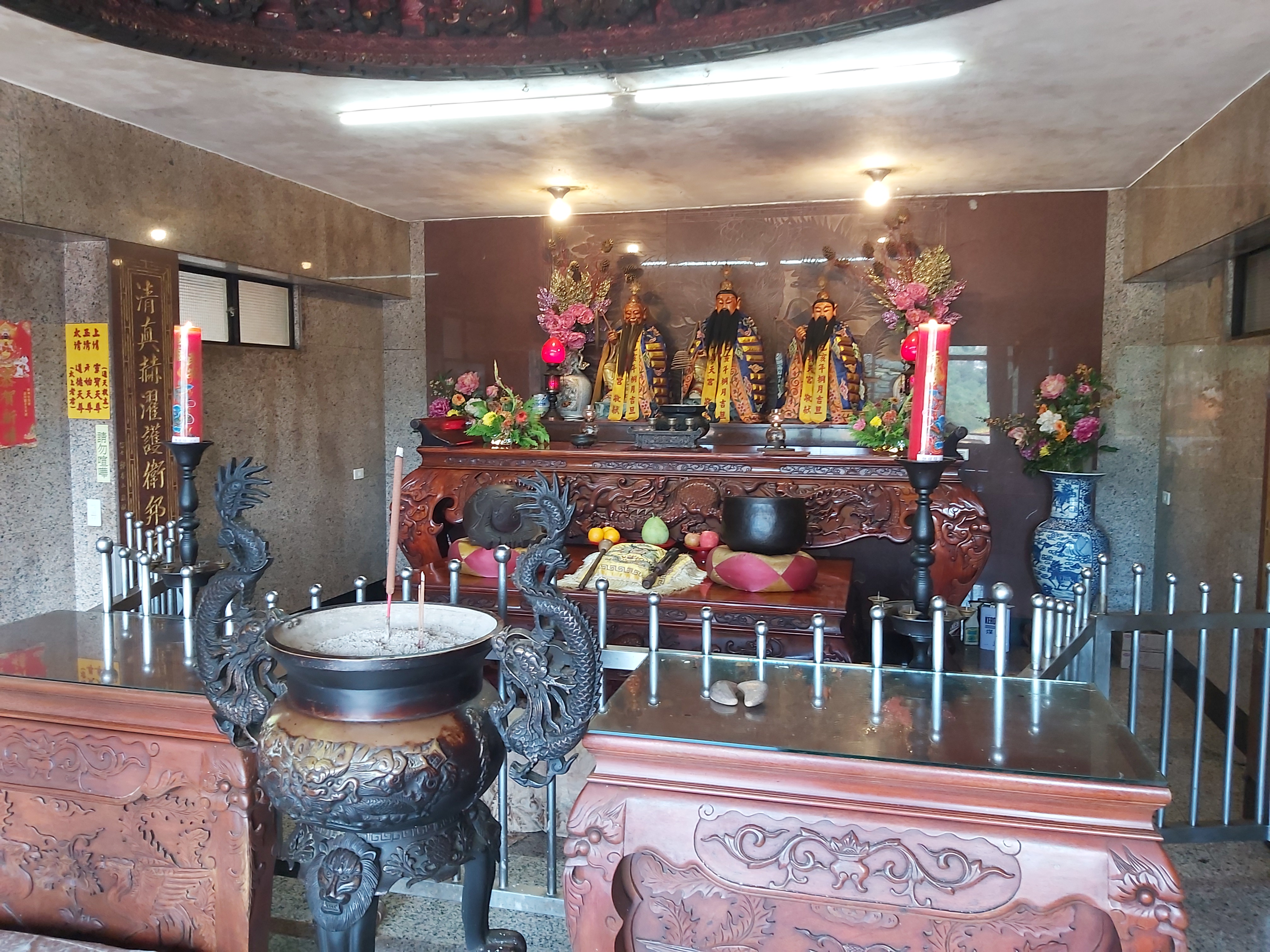
金瓜石勸濟堂三樓三清道祖殿
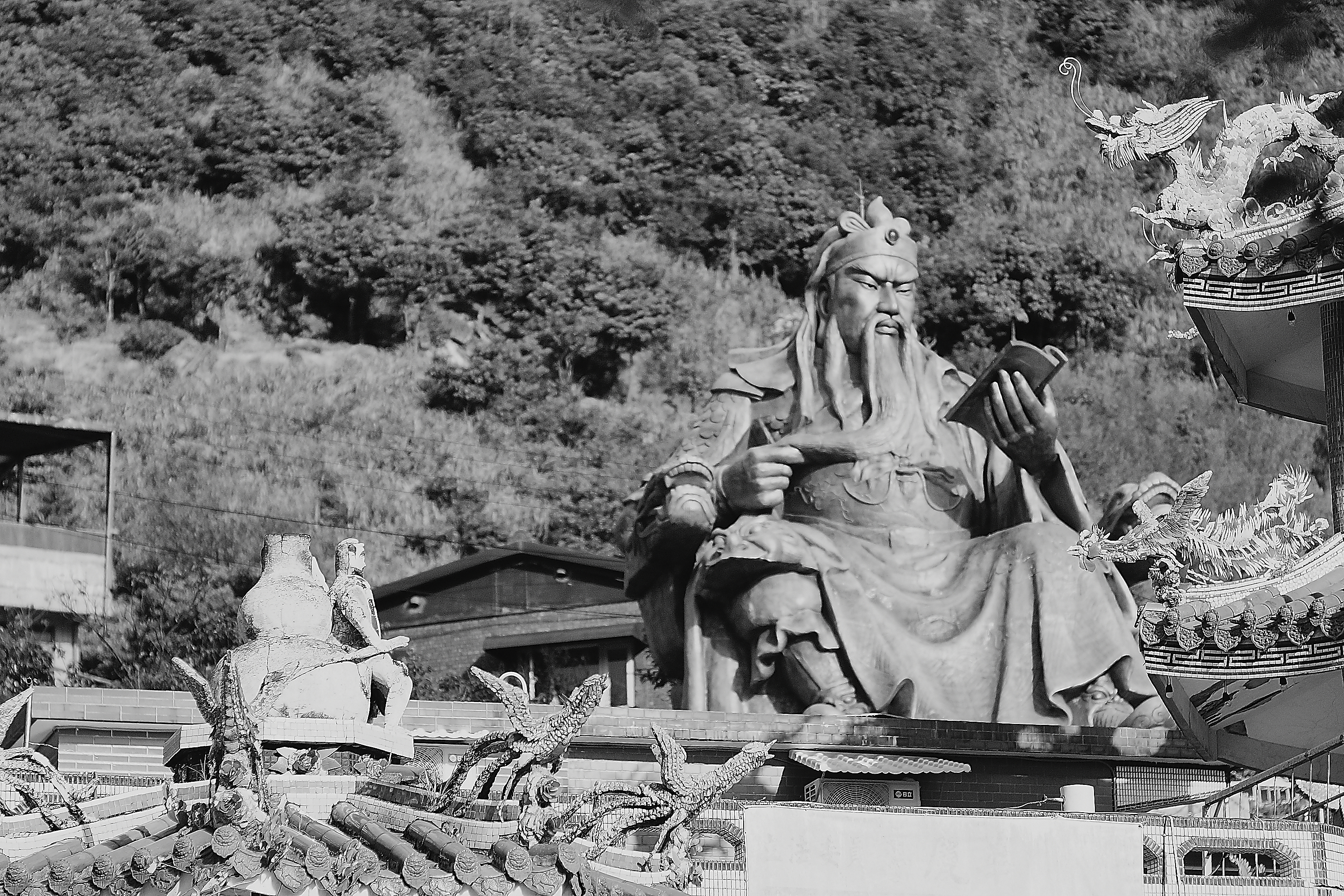
勸濟堂關聖帝君，為東亞最大的銅鑄神像
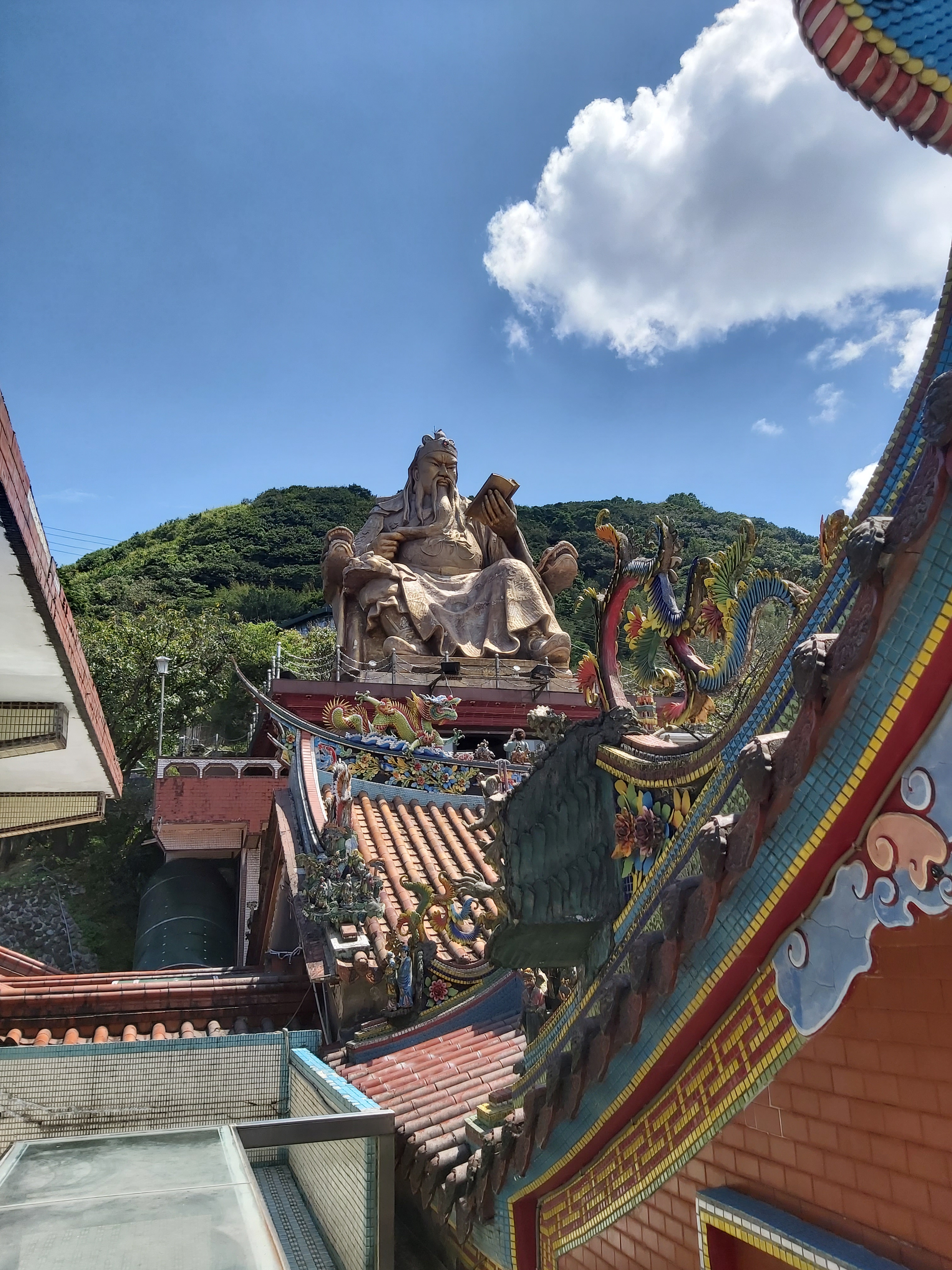
關聖帝君銅像的觀聖台視角
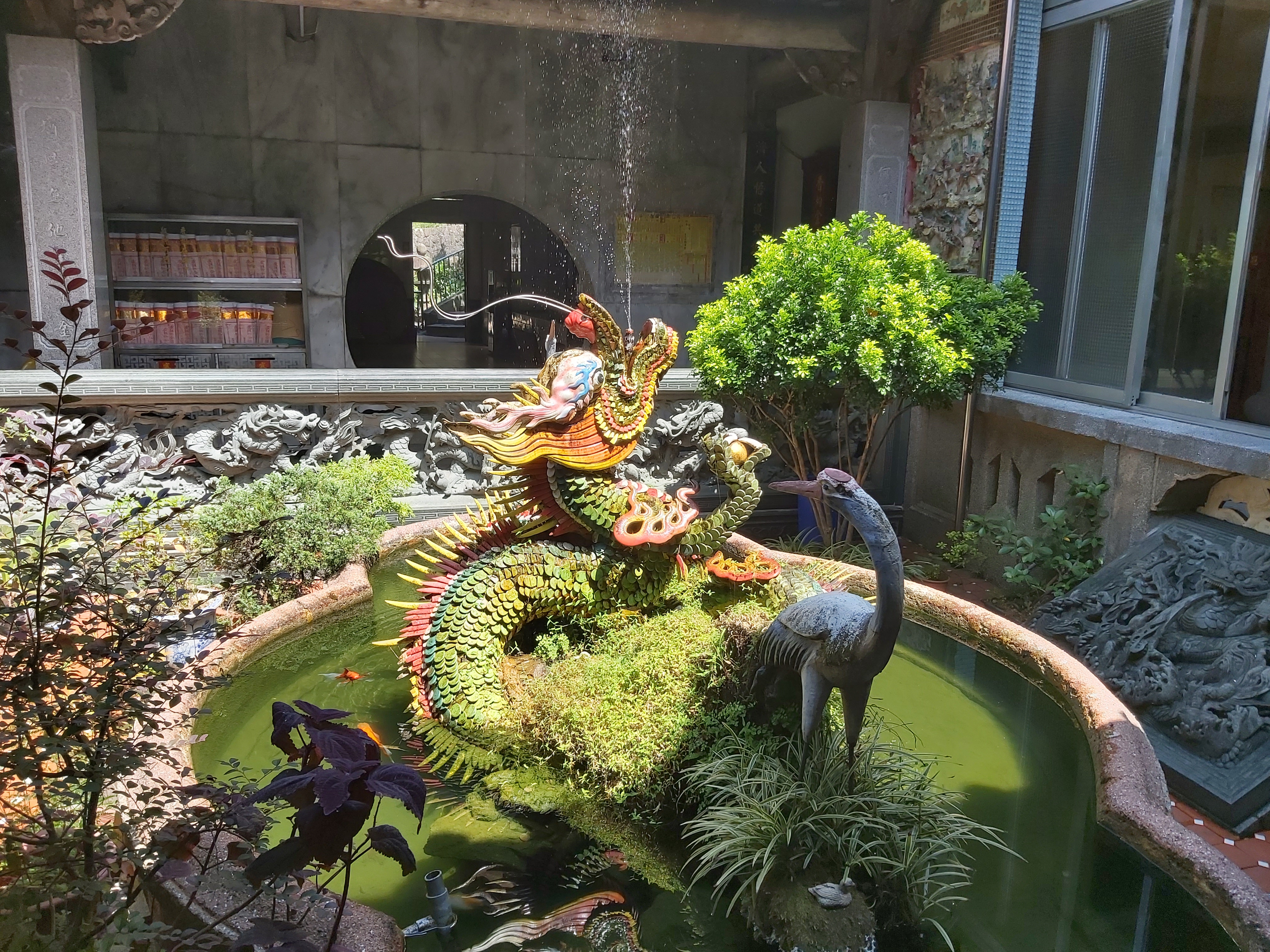
中庭噴泉
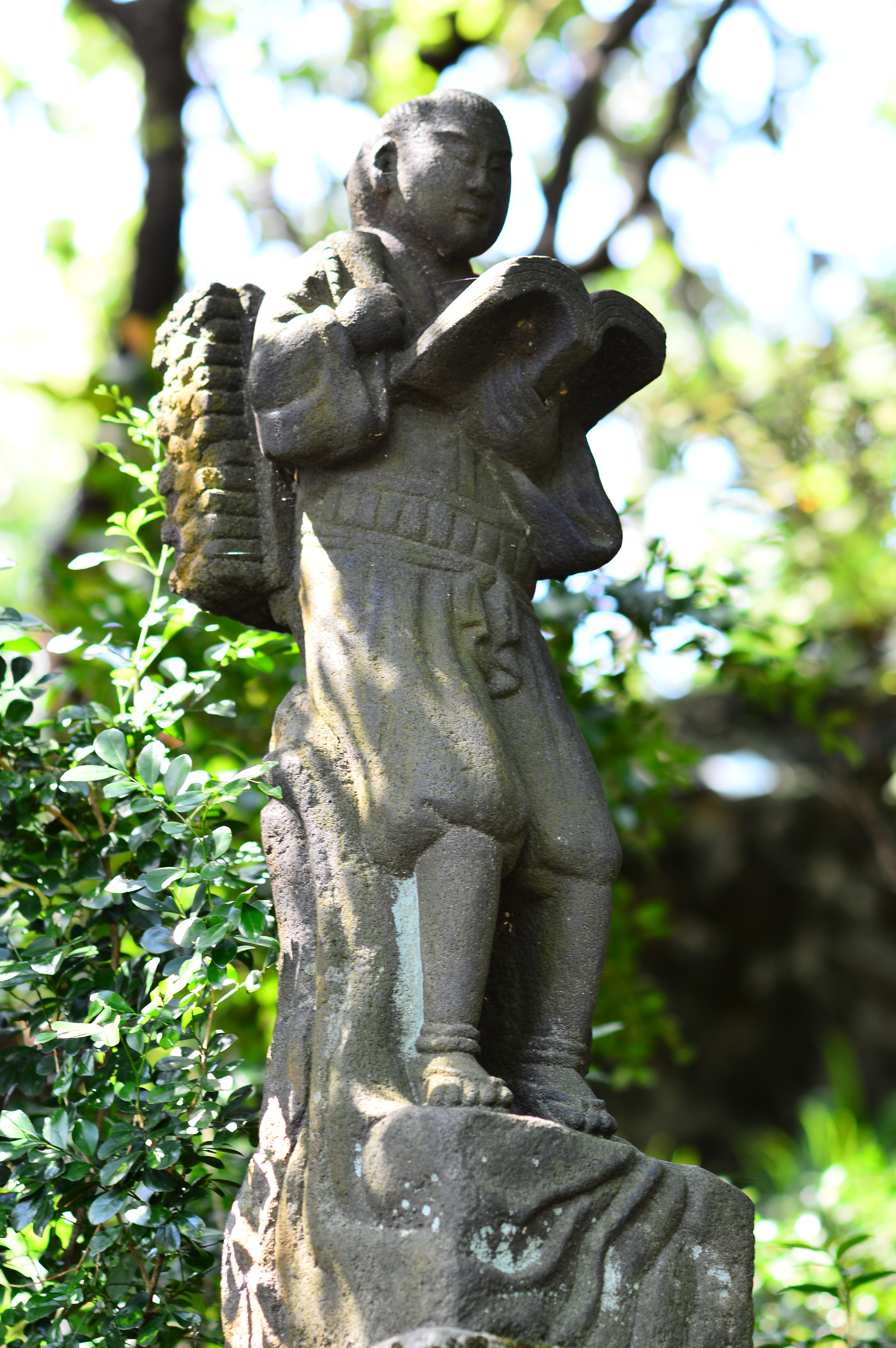
勸濟堂二宮尊德
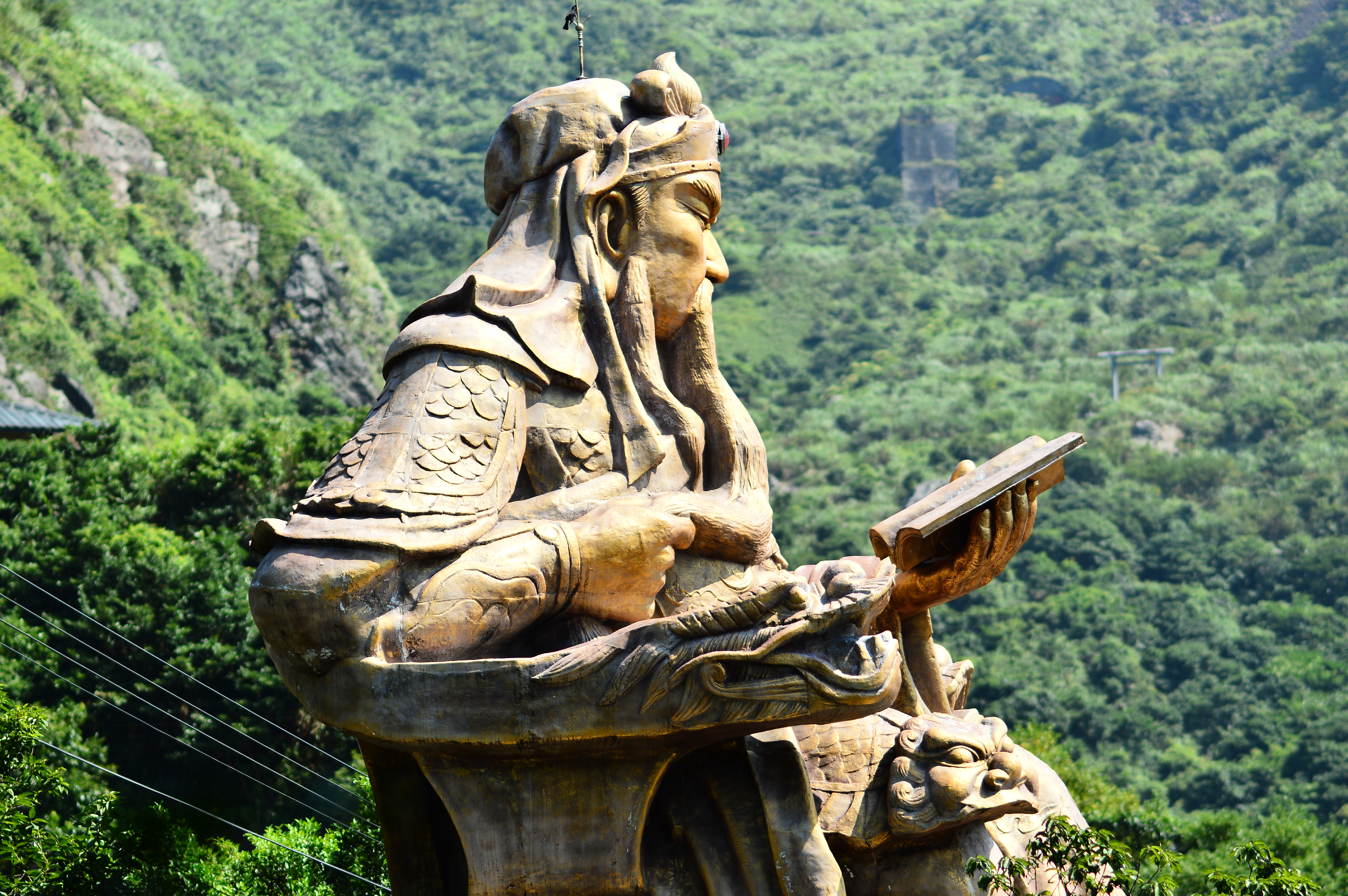
勸濟堂關聖帝君
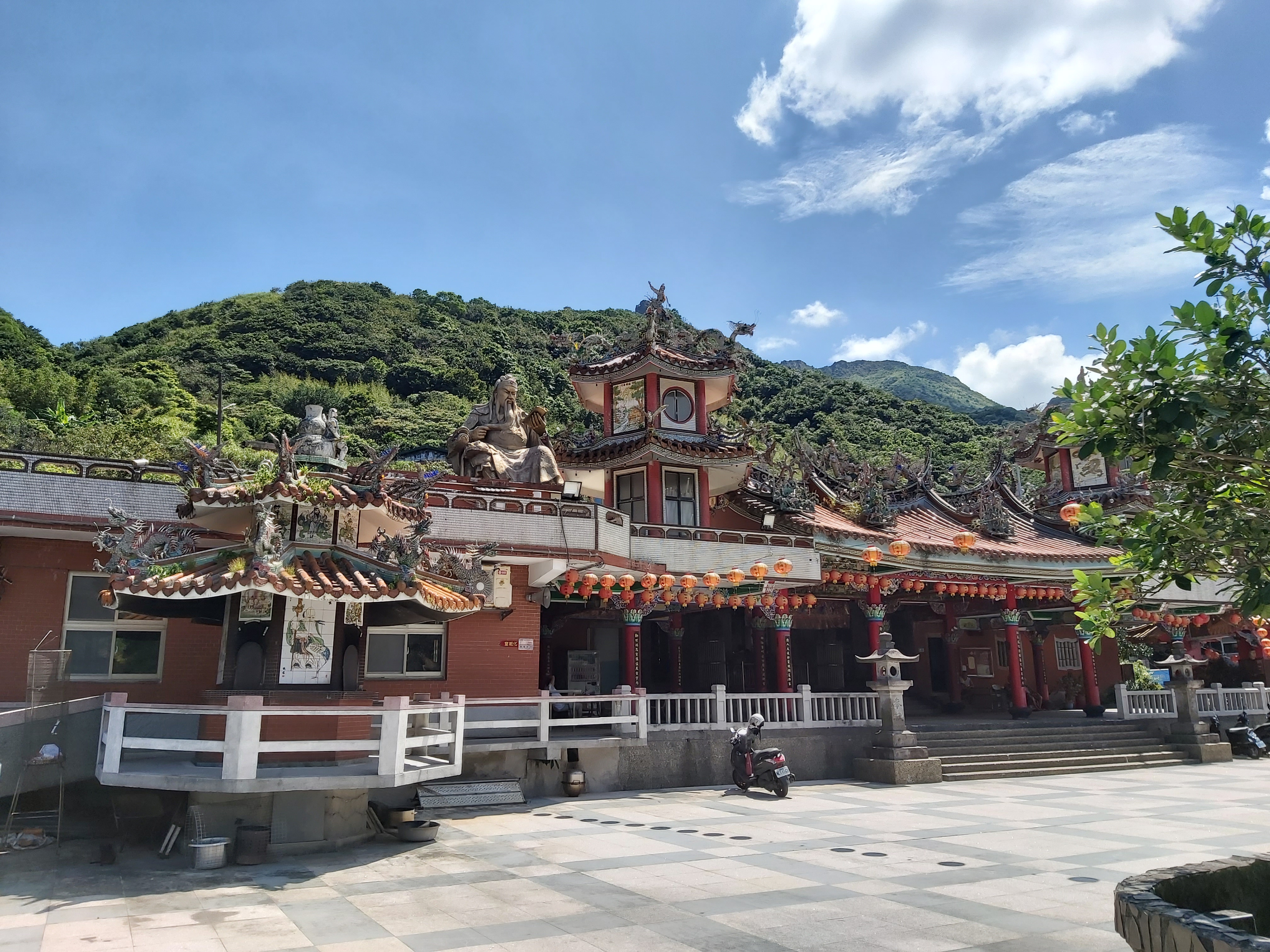
金瓜石勸濟堂
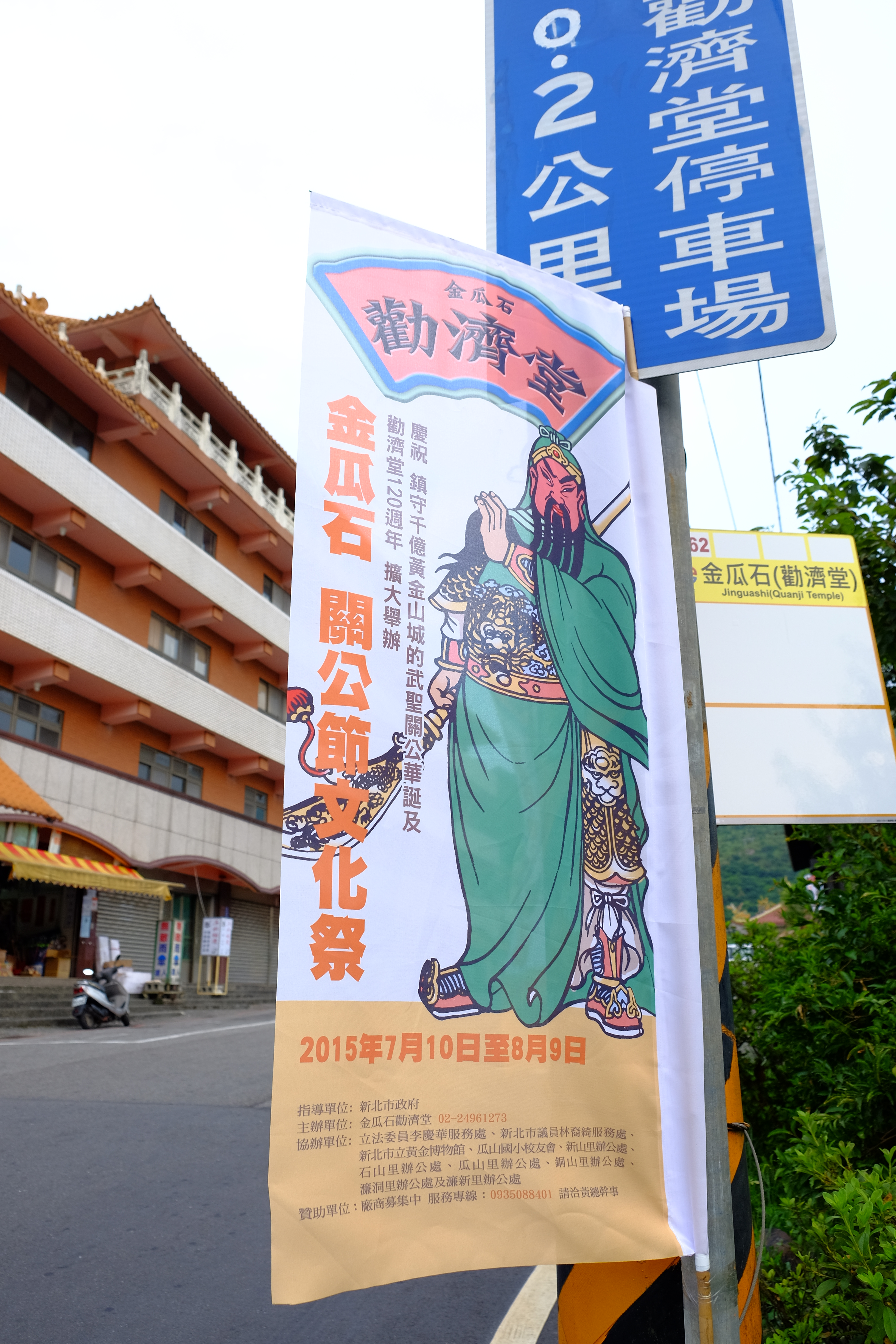
2015勸濟堂關公文化祭
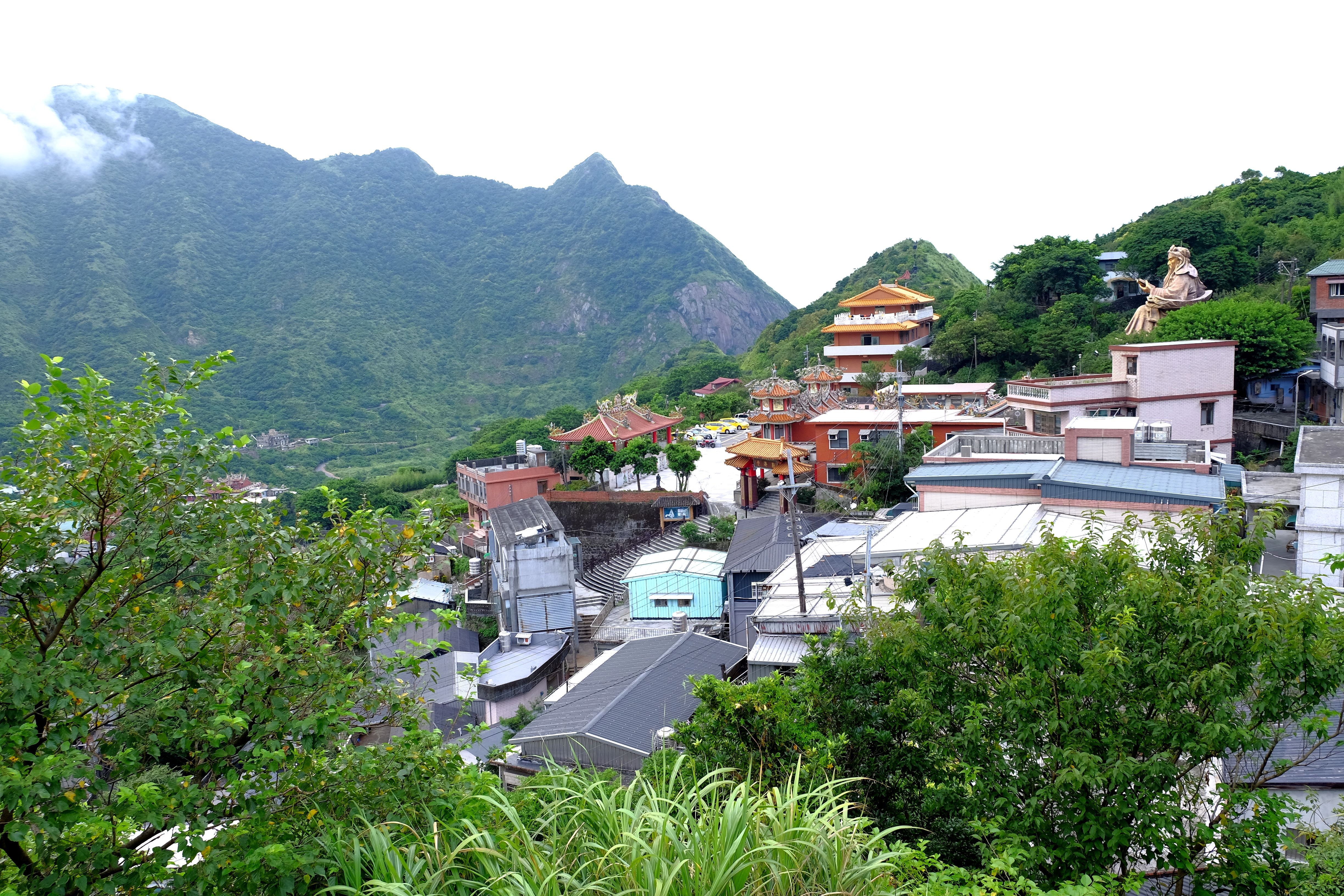
金瓜石勸濟堂望基隆山
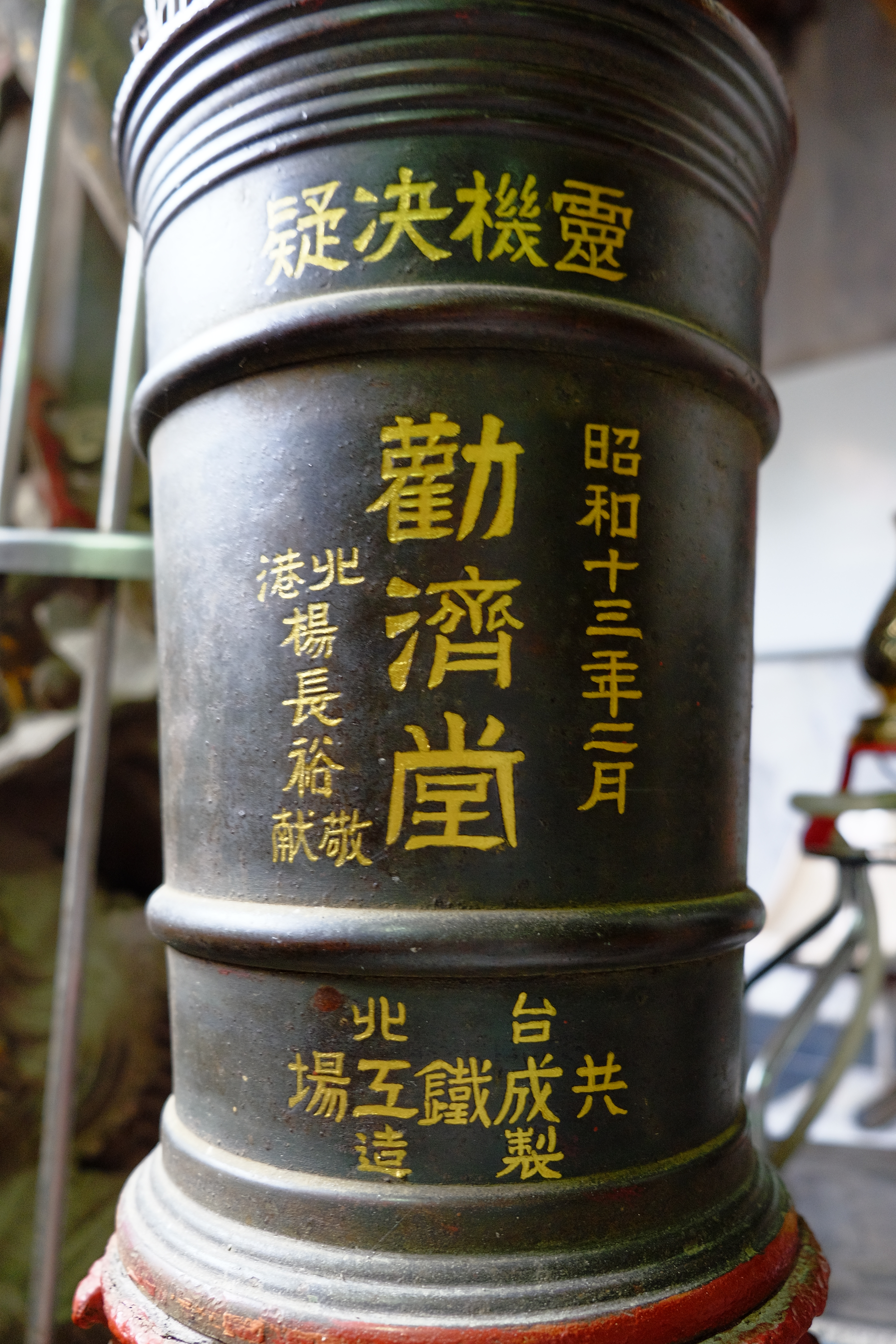
金瓜石勸濟堂籤桶
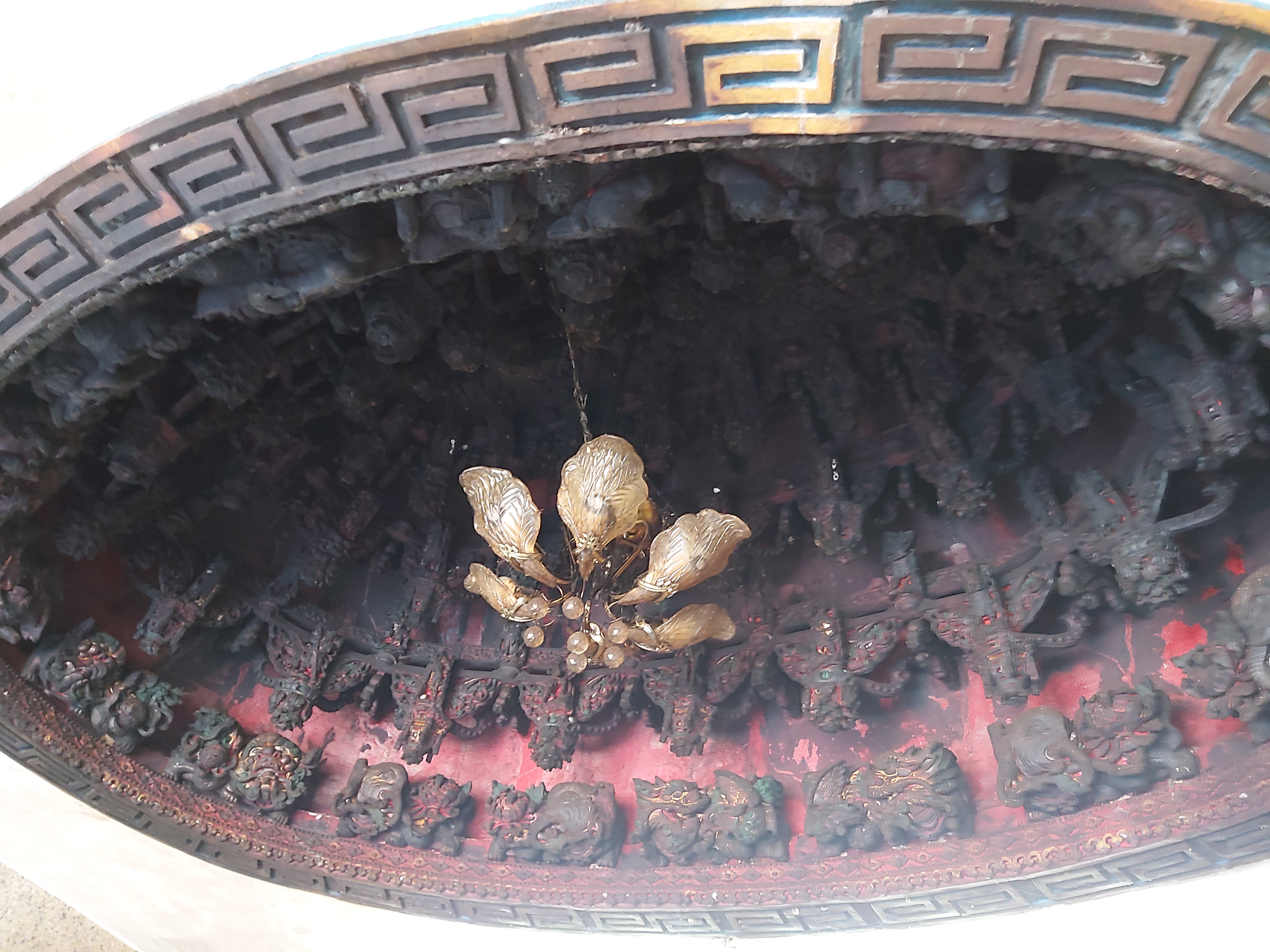
金瓜石勸濟堂三樓三清道祖殿天井雕刻
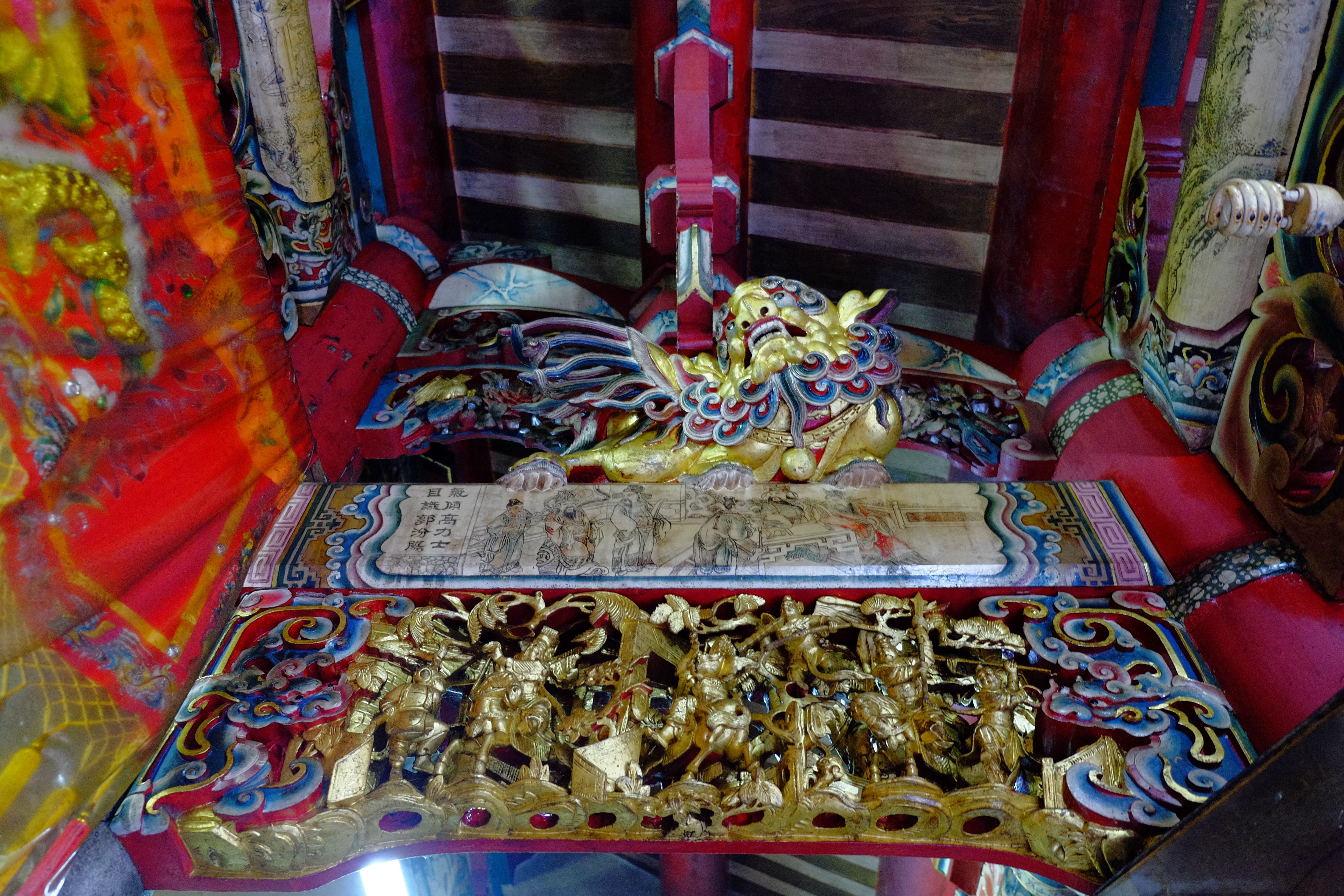
郭佛賜「氣傾高力士目識郭汾陽」
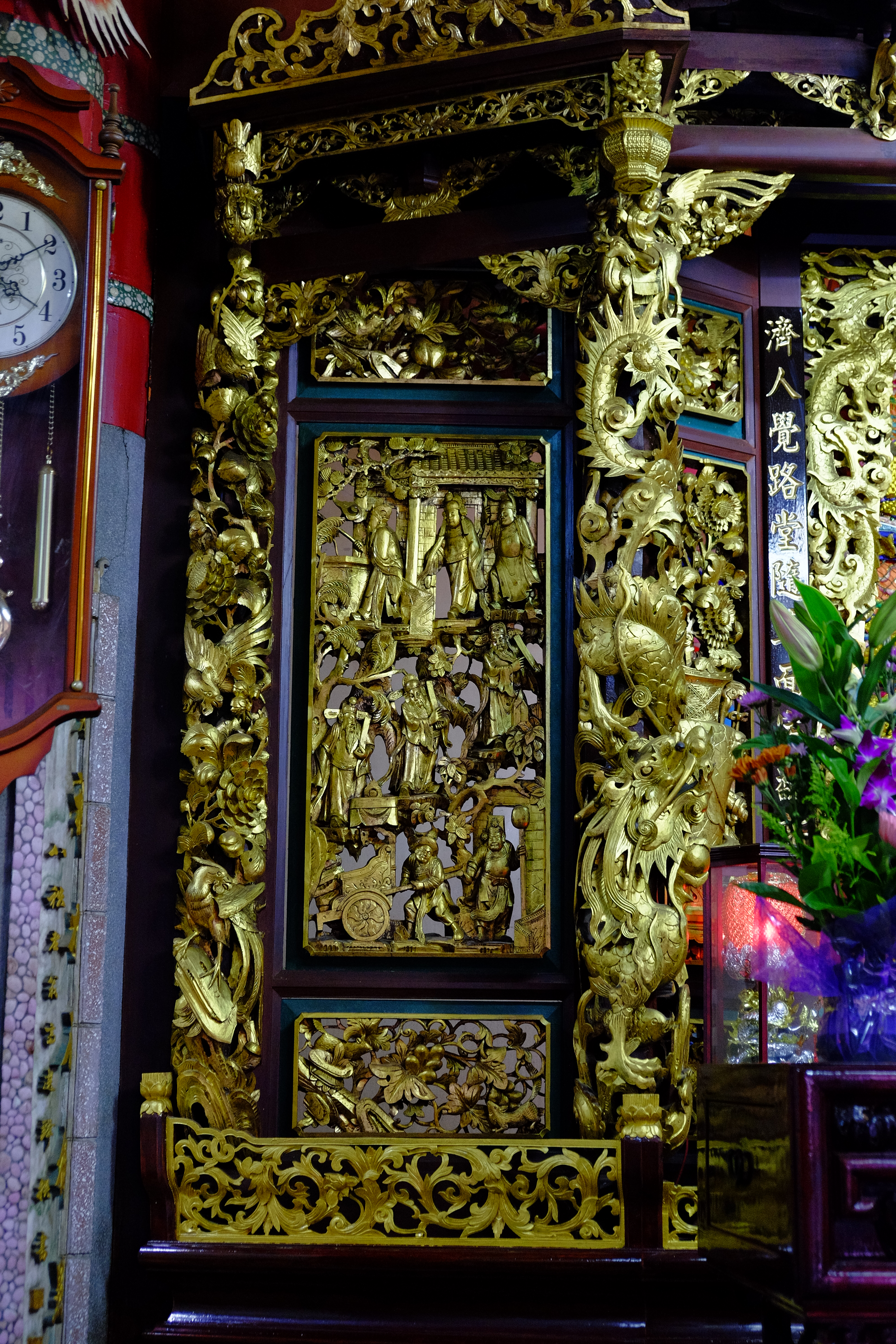
黃龜理勸濟堂雕刻

## 交通
公車
瑞芳火車站搭乘基隆客運1062『臺北捷運忠孝復興站-金瓜石勸濟堂』抵勸濟堂站下車。
自行開車
北上國道一號(中山高速公路)→下大華交流道→接台62線快速公路，於瑞濱端下交流道→右轉北部濱海公路（臺2線）(行經海濱、水湳洞)→於78.5K右轉北34鄉道/金水公路→於勸濟堂牌樓處左轉而上，可抵勸濟堂。

## 外部連結
- 金瓜石勸濟堂官網